# کارمن استانسکو
کارمن استانسکو (رومانیایی: Carmen Stănescu; ۲۹ ژوئیهٔ ۱۹۲۵ – ۱۱ آوریل ۲۰۱۸) بازیگر اهل رومانی بود. وی بین سال‌های ۱۹۴۵ تا ۲۰۱۸ میلادی فعالیت می‌کرد.
از فیلم‌ها یا برنامه‌های تلویزیونی که وی در آن نقش داشته‌است می‌توان به تلگرام، نمایش افتتاحیه اشاره کرد.